# Corel Linux
Corel Linux, nebo také Corel LinuxOS, byl operační systém založený na Debianu vytvořený společností Corel, která zahájila jeho beta testování 21. září 1999. Veřejnosti byl představen 15. listopadu 1999. Společnost tak chtěla konkurovat hlavně systémům Windows 98 a Windows 2000 od společnosti Microsoft a Mac OS 9 od Applu. Společnost Corel později vývoj přerušila, původní webová stránka open source vývoje byla však odstraněna až v březnu 2002.
CorelOS nepoužíval KFM, tedy standardní správce souborů KDE. Místo toho používal vlastní správce souborů CFM. To spolu s dalšími úpravami, které společnost Corel provedla, učinilo operační systém mnohem méně kompatibilní s jinými verzemi Linuxu než ostatní konkurenti v oboru. V době, kdy bylo k dispozici relativně málo softwaru pro Linux, to byla pro Corel a jeho uživatele vážná překážka.
Druhá verze operačního systému vyšla 15. srpna 2000. Byla k dispozici v běžném vydání a v deluxe edici. Deluxe edice byla dodávána s WordPerfect Office pro Linux.
Když Corel v srpnu 2001 ukončil své aktivity v souvislosti s Linuxem, společnost Xandros odkoupila zdrojový kód a vývojový tým CorelOS. Corel Corporation je však stále akcionářem společnosti Xandros.

## Systémové požadavky
Corel Linux má následující systémové požadavky:
|                             | Minimální                                                                | Doporučené                                                               |
| --------------------------- | ------------------------------------------------------------------------ | ------------------------------------------------------------------------ |
| Procesor                    | Pentium (P5) nebo novější/kompatibilní                                   | Pentium (P5) nebo novější/kompatibilní                                   |
| Paměť                       | 24 MB RAM                                                                | Alespoň 64 MB RAM                                                        |
| Video adaptér a monitor     | VGA (640 x 480) nebo vyšší rozlišení s 2 MB VRAM                         | VGA (640 x 480) nebo vyšší rozlišení s 2 MB VRAM                         |
| Volné místo na pevném disku | 500 MB pro první vydání 800 MB pro druhé vydání                          | 500 MB pro první vydání 800 MB pro druhé vydání                          |
| Optická mechanika           | Jednotka CD-ROM (pouze k instalaci z média CD)                           | Jednotka CD-ROM (pouze k instalaci z média CD)                           |
| Vstupní zařízení            | Klávesnice, myš nebo kompatibilní polohovací zařízení                    | Klávesnice, myš nebo kompatibilní polohovací zařízení                    |
| Zvuk                        | Zvuková karta a reproduktory nebo sluchátka (pouze pro přehrávání zvuku) | Zvuková karta a reproduktory nebo sluchátka (pouze pro přehrávání zvuku) |

## Funkce
Corel Linux obsahoval správce souborů, který byl velmi podobný vzhledu a chování průzkumníku souborů z Windows. Správce souborů poskytoval integrovaný síťový prohlížeč Windows SMB. Společnost také tvrdila, že operační systém je kompatibilní s jejím významným softwarem.

### Aplikace
Klíčovou inzerovanou výhodou systému Corel Linux byla jeho kompatibilita s aplikacemi WordPerfect. Osmá verze stejnojmenného textového procesoru byla zákazníkům k dispozici zdarma v naději, že si zakoupí WordPerfect Office 2000. Tato sada nově obsahovala programy Quattro Pro, Corel Presentations a CorelCentral. Verze Deluxe navíc obsahovala správce databází Paradox a hru Railroad Tycoon II: Gold. Hra neobsahovala editor úrovní, síťový režim a některé scénáře z původní hry. „Limitovaná edice“ Corel Linux Deluxe obsahovala hru Civilization: Call to Power namísto Railroad Tycoon II. Na rozdíl od bezplatného WordPerfect 8 nebyla kancelářská sada napsána nativně pro Linux, ale skládala se z programů Windows běžících na vrstvě kompatibility Wine. Výsledkem bylo, že linuxová verze trpěla ve srovnání s verzí pro Windows a WordPerfect 8 nižším výkonem.
Stejně jako u sady WordPerfect přizpůsobil Corel své grafické aplikace pro běh na Linuxu pomocí Wine. Jednalo se o CorelDraw. Zatímco stejnojmenný program byl placený software, Corel Photo-Paint byl k dispozici ke stažení zdarma.

### SmartMove
Aplikace Corel SmartMove byla součástí Corel Linux. Poskytovala následující:
1. Migrace nastavení systému Microsoft Windows do systému Corel Linux.
2. Automatické obnovení nastavení, které SmartMove změnil.
3. Snadný přístup k síťovým složkám prostřednictvím systému Corel Linux.

SmartMove byl postaven na knihovnách Winu, aby z registrů četl nastavení aplikací Windows, a umožňoval je tak migrovat na CorelOS. Základní knihovny SmartMove vytvořily obálku pro registry Windows, aby v nich bylo možné snadněji vyhledávat.
SmartMove hledá na disku existující instalace systému Microsoft Windows a jeho jednotlivé uživatele a nabízí přenos nastavení aplikací do alternativních programů v systému Linux. Dokáže pracovat s cookies, záložkami v Internet Exploreru, Netscapu, nastavením Outlooku, mIRC, nebo ICQ a řadou předvoleb na ploše, včetně tapet, barevných schémat, a dokonce i „stranovostí“ myší. Vyzkoušeli jsme to s několika nastaveními, ale protože naše instalace Windows byla poměrně nová, neměli jsme toho moc ke srovnání.
S koncem Corel Linuxu byl vývoj této aplikace ukončen a již není podporována, nicméně podobné funkce jsou nyní k dispozici minimálně v Ubuntu při instalaci do dual-bootu na počítač, který již má nainstalovaný systém Windows. 

## Přečtěte si také
- Slashdot: Microsoft kupuje do Corelu
- Slashdot: Corel vypíná web pro Open-Source vývoj
- Slashdot: Microsoft poskytuje uživatelům Xandros patentovou ochranu
- Archivované dotazy na Corel Linux
- Archivovaná verze OpenSource.Corel.com z 2. ledna